# Charles Winter

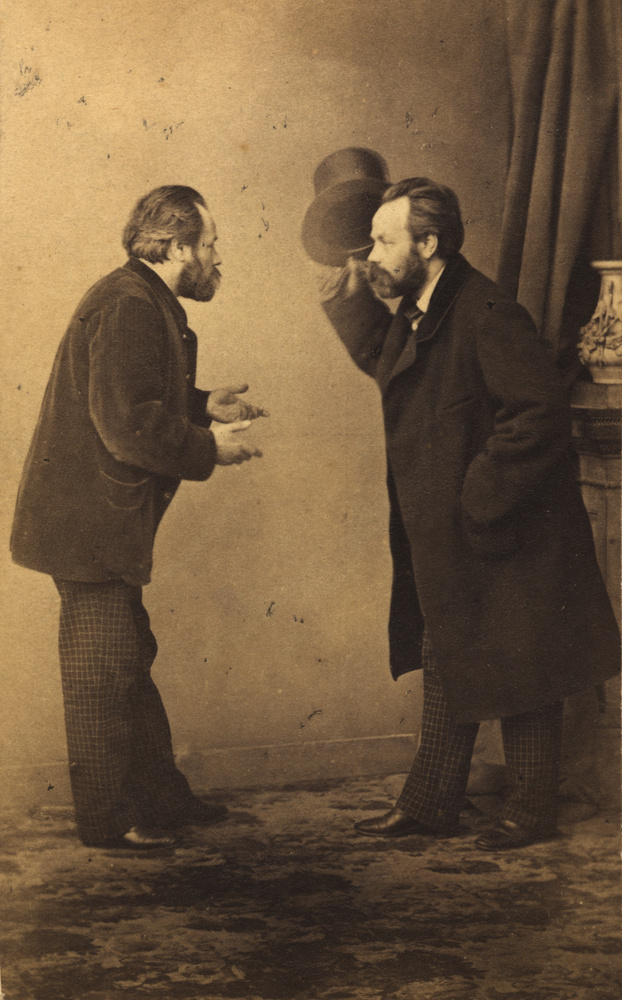
Charles Winter, doppeltes Selbstporträt (Fotomontage), circa 1860

Charles David Winter (geb. 16. Januar 1821 in Straßburg, gest. 7. Februar 1904 ebenda) war ein französischer Lithograf, Maler und Fotograf mit Sitz im elsässischen Straßburg.

## Lebensweg
Charles Winter wurde als Charles-David bzw. Carl-David Heintz am 16. Januar 1821 als uneheliches Kind seiner Mutter Madeleine Heintz geboren. Diese heiratete am 5. Januar 1822 David Winter, der ihren Sohn als seinen Sohn anerkannte. Die Familie lebte in ärmlichen Verhältnissen, und da seine Eltern beide früh starben, wurde Charles Winter schon sehr jung Waise.
Winter war zunächst als Maler und Lithograf tätig. Schon im Jahr 1840, also sehr bald nach Erfindung der Fotografie im Jahr 1839, wurde er durch eine Wanderausstellung mit der Fotografie bekanntgemacht.
Winters eigene Tätigkeit als Fotograf begann wahrscheinlich Ende der 1840er Jahre. Er eröffnete im Jahr 1848 ein Fotoatelier in Straßburg in der Rue des Calves 1. Er betrieb Ateliers in der Rue des Veaux und bald danach in der Rue des Ecrivains. Im Jahr 1868 eröffnete Winter eine Filiale seines Fotoateliers in der Passage Pomme-de-Pin am Kléber-Platz in Straßburg.
Winter spezialisierte sich zunächst auf Porträtfotos im Daguerreotypie-Verfahren. Bis 1851 hatte er das Papiernegativ-Verfahren (Kalotypie) übernommen; 1854 beherrschte er die Kollodium-Nassplattent-Technik und betrieb ein erfolgreiches Studio für Porträts und für Fotos im Visitformat (Carte de visite). Er wurde ein gefragter und erfolgreicher Porträtfotograf, der von 1863 bis 1867 ungefähr 4.500 Porträts aufgenommen hat, vor allem von führenden Persönlichkeiten. Unter den von Winter fotografisch Porträtierten waren unter anderem der Rektor der Straßburger Universität, Johann Friedrich (bzw. Jean-Frédéric) Bruch (1792–1874), der elsässische Bildhauer Philipp Graß (1801–1876), der Medizin-Professor, Journalist und Politiker Émile Küss (1815–1871), der Buchbinder, Verlagsbuchhändler und Bibliothekar Frédéric Piton (1800–1871), der Journalist und Politiker Auguste Schneegans (1835–1898) sowie der Dichter, Volkskundler, protestantische Theologe, Archäologe und Historiker August Stöber (1808–1884).
Winter reproduzierte viele Kunstwerke und stellt mehrere Fotoalben zu unterschiedlichen Themen zusammen. Er spezialisierte sich auch auf Architektur- und Landschaftsfotografie. Unter anderem fotografierte er Szenen in den Schweizer Alpen.
Bekannt geworden sind Winters Stadt- und Architektur-Fotografien, die die Abriss- und Neubauarbeiten im Zentrum von Straßburg in den Jahren von 1855 bis 1880 dokumentieren, ferner seine Aufnahmen vom Bau einer Eisenbahnbrücke über den Rhein in den Jahren 1858 bis 1861 und von der Restoration des Straßburger Münsters von 1857 bis 1859.
Fotografien von Winter wurden 1857 und 1859 bei der Société française de photographie ausgestellt.
Winter blieb an neuen fototechnischen Entwicklungen interessiert.

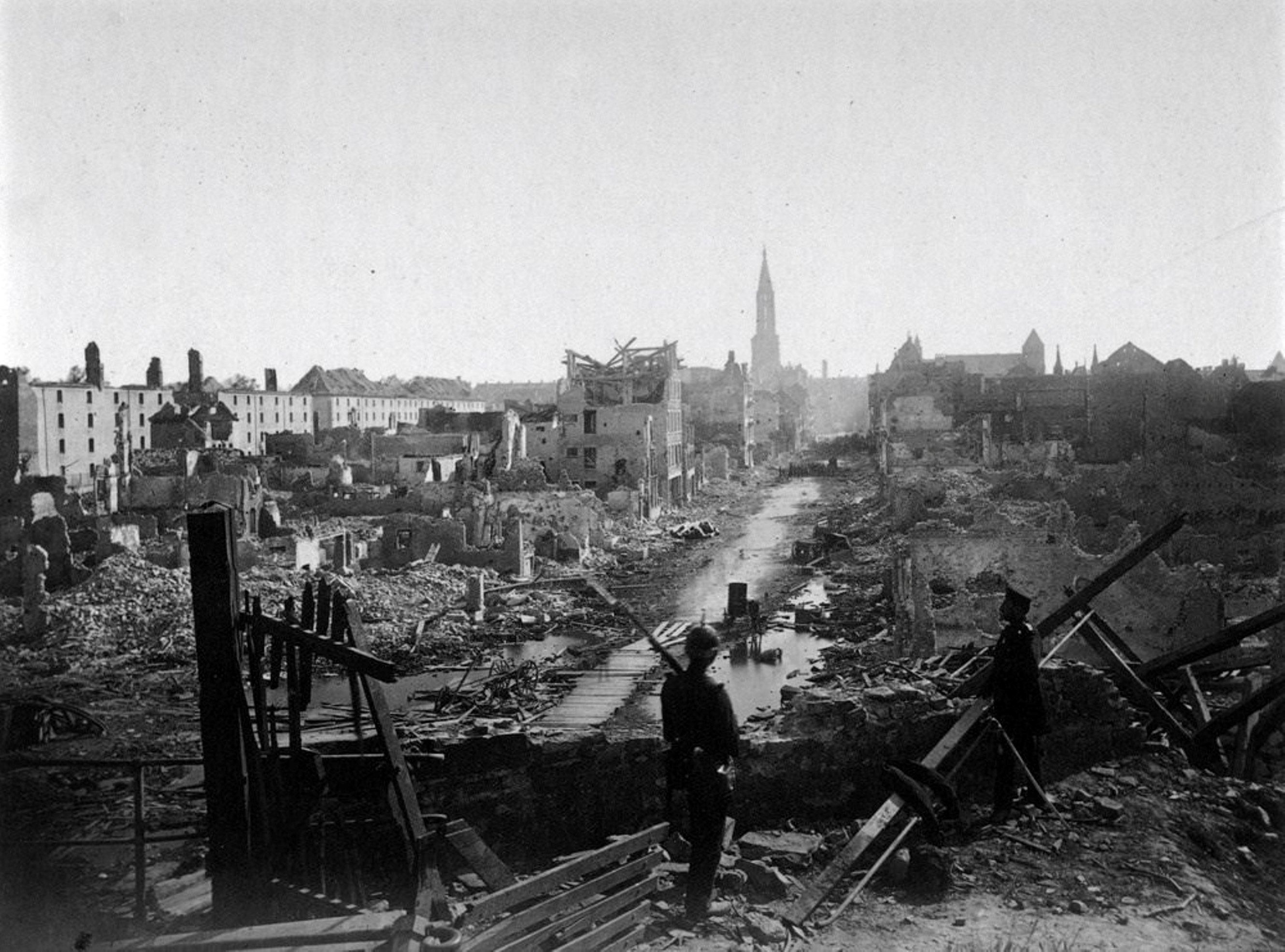
Charles Winter, Belagerung von Straßburg im deutsch-französischen Krieg, Straßburg vom Steintor aus, 28. September 1870

Im deutsch-französischen Krieg 1870/71 fotografierte Charles Winter in seiner Heimatstadt Straßburg und deren Umgebung, unter anderem beschädigte Befestigungsanlagen und Häuser-Ruinen in der weitgehend zerstörten Stein-Vorstadt Straßburgs. Charles Winter verfügte über eine fahrbare Dunkelkammer. Eine Aufnahme zeigt ihn am 29. September 1870 mit dieser inmitten der Trümmer seiner Heimatstadt Straßburg – vermutlich fotografiert von seinem deutschen Fotografen-Kollegen Paul Sinner (1838–1925). Mindestens eine Fotografie von Charles Winter aus diesem Krieg – Belagerung von Straßburg, Straßburg vom Steintor aus, 28. September 1870 – wurde auch von Paul Sinner unter dessen Namen veröffentlicht. Winters und Sinners Aufnahmen erfuhren dadurch eine weite Verbreitung, dass sie als Holzschnitt – zeitversetzt und mit kleineren Abweichungen – in dem illustrierten Unterhaltungsblatt „Über Land und Meer“ publiziert wurden. Die Aufnahmen von Winter und Sinner sind oft verwechselt worden; möglicherweise tauschten diese beiden Fotografen ihre Bilder untereinander auch aus, um sie dann unter eigenem Namen zu verkaufen und zu veröffentlichen.
Nach 1870 gab Winter das Bulletin de la Société de la Conservation des Monuments Historiques d’Alsace heraus, das er mit seinen Fotografien illustrierte.
Winter ging von 1870 bis 1873 eine Partnerschaft mit dem französischen Zeichner, Maler und Fotografen Georges Émile Schweitzer (1837–1903) ein.
Im Jahr 1884, im Alter von 63 Jahren, gab er seine Fotografen-Tätigkeit endgültig auf. Er starb etwa 20 Jahre später, im Alter von 83 Jahren. Sein Atelier in der rue des Ecrivains Nr. 6 übernahm im Jahr 1884 der Straßburger Fotograf Jules Fuchs.
Die größten Bestände an Fotografien und Alben von Winter befinden sich in der Stadtbibliothek Straßburg und im Museum für moderne und zeitgenössische Kunst in Straßburg.

## Galerie: Fotografien von Charles Winter nach den Kämpfen um Straßburg 1870

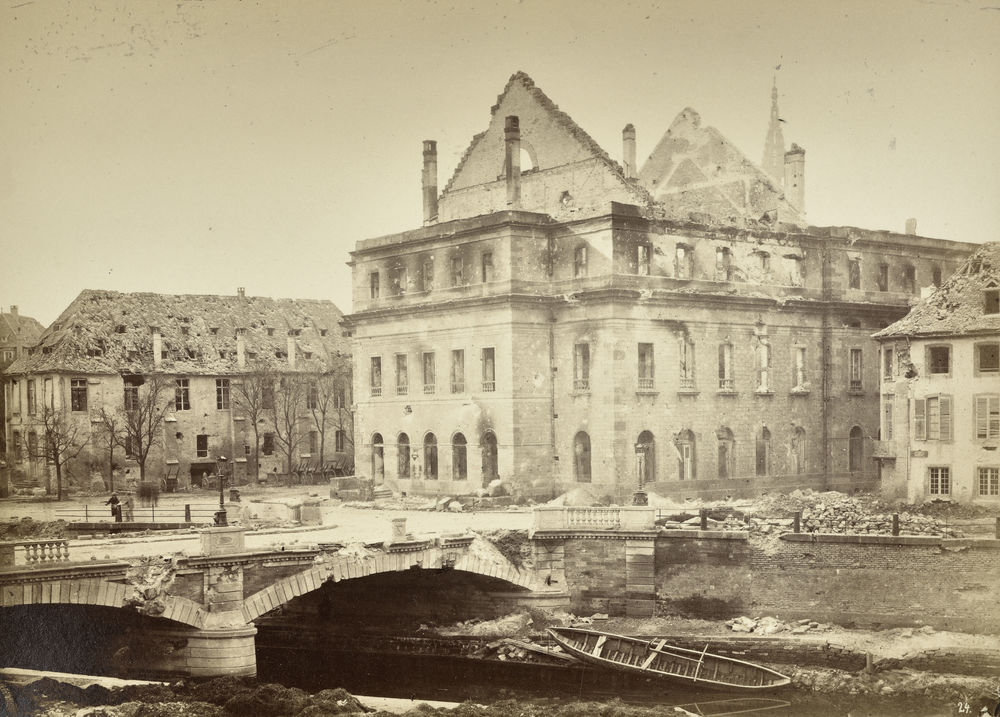
Straßburg, Das Theater nach den Bombardements von 1870
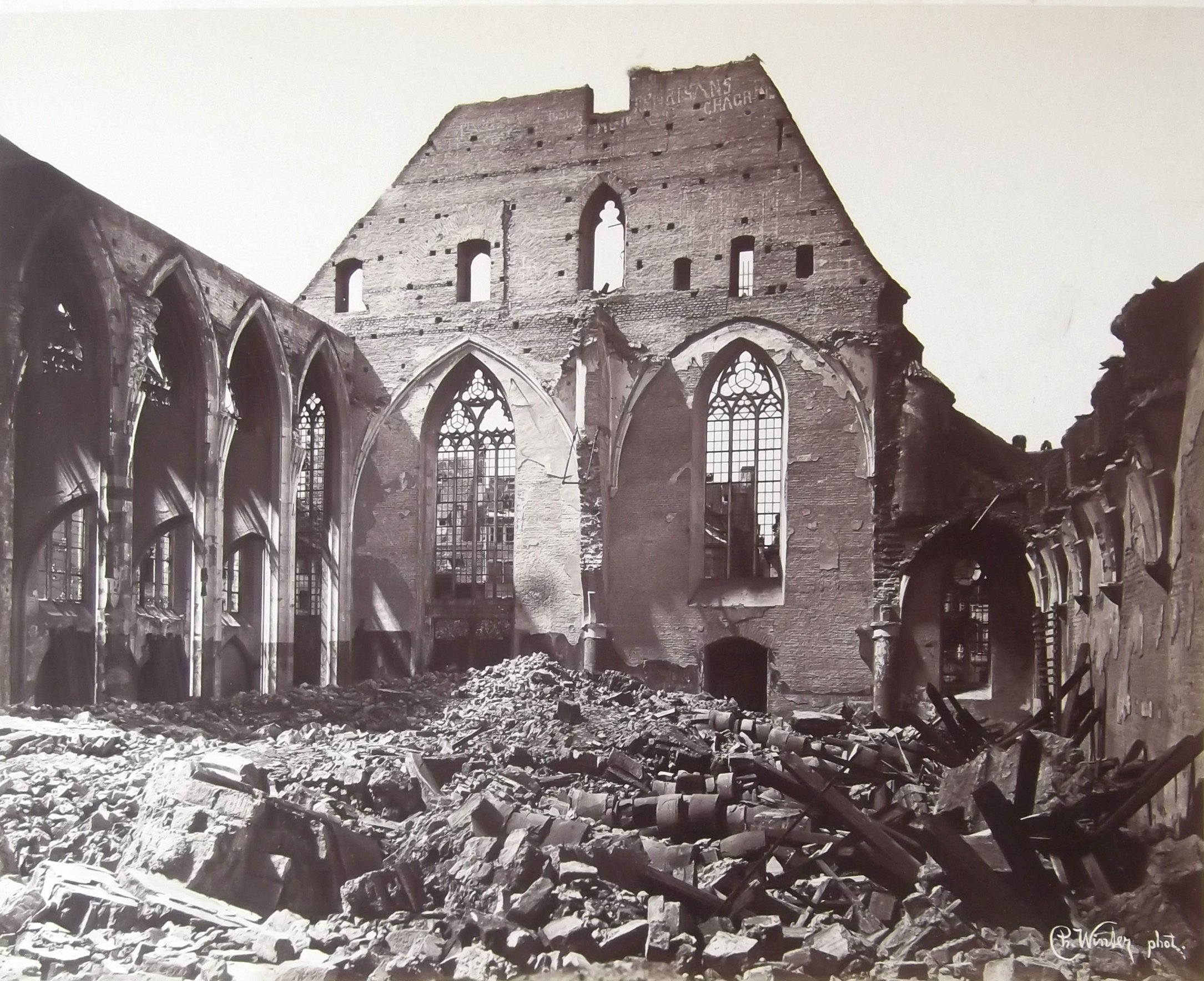
Ruine der Dominikaner-Kirche (Temple Neuf) in Straßburg, 1870
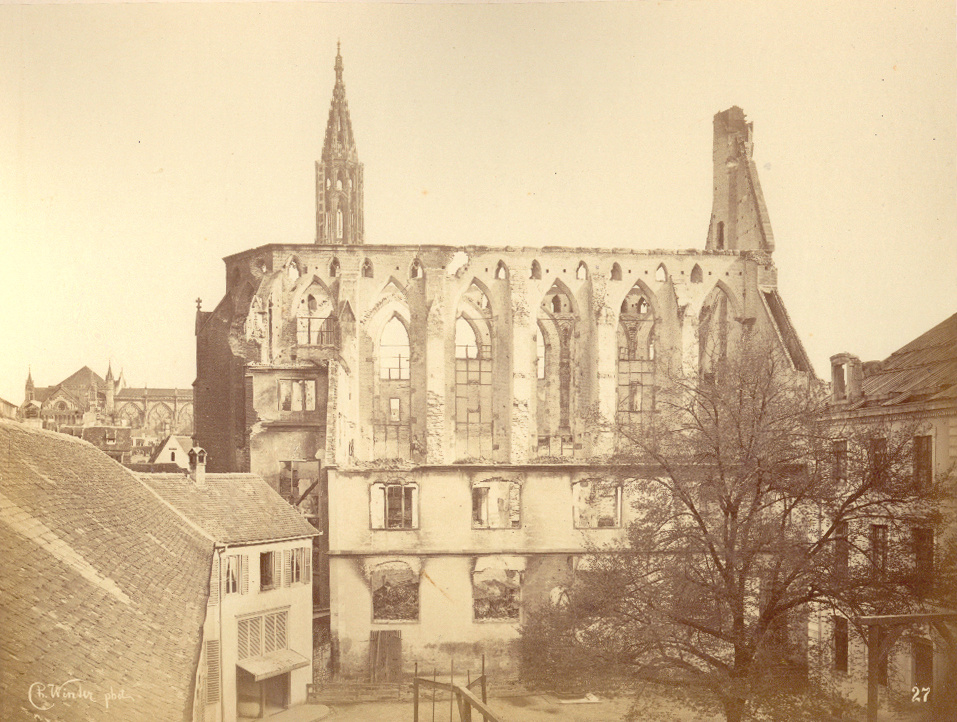
Straßburg, Ruine der Dominikaner-Kirche (Temple Neuf), 1870
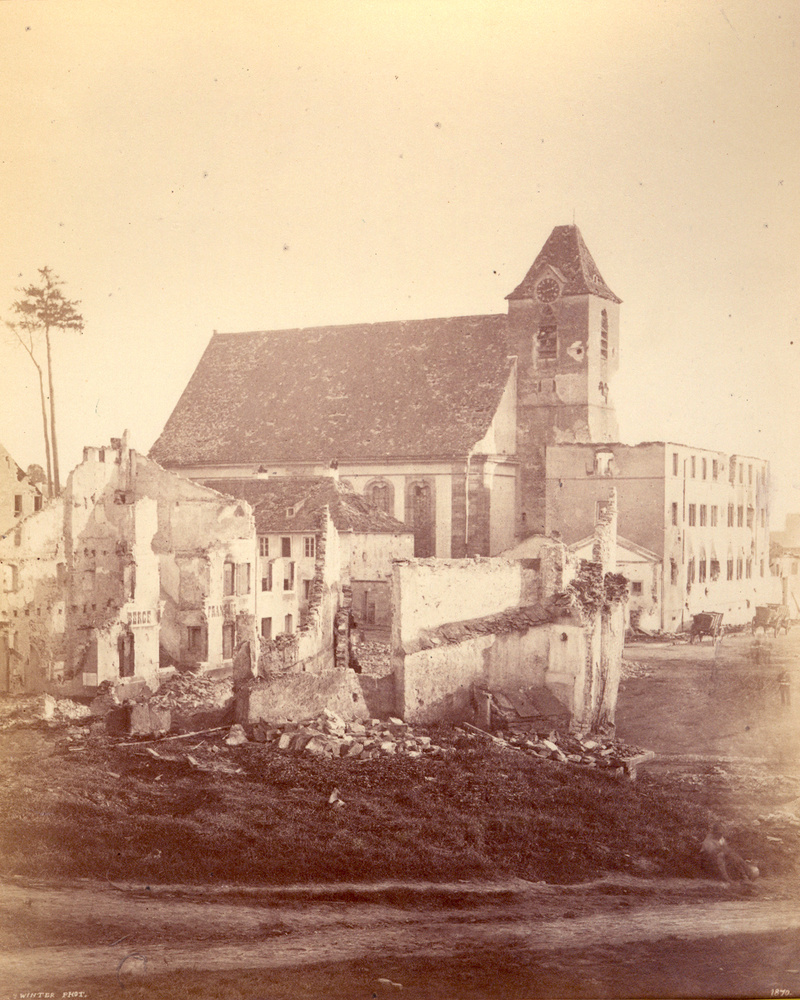
Die Kirche St. Aurélie nach den Bombardements von 1870
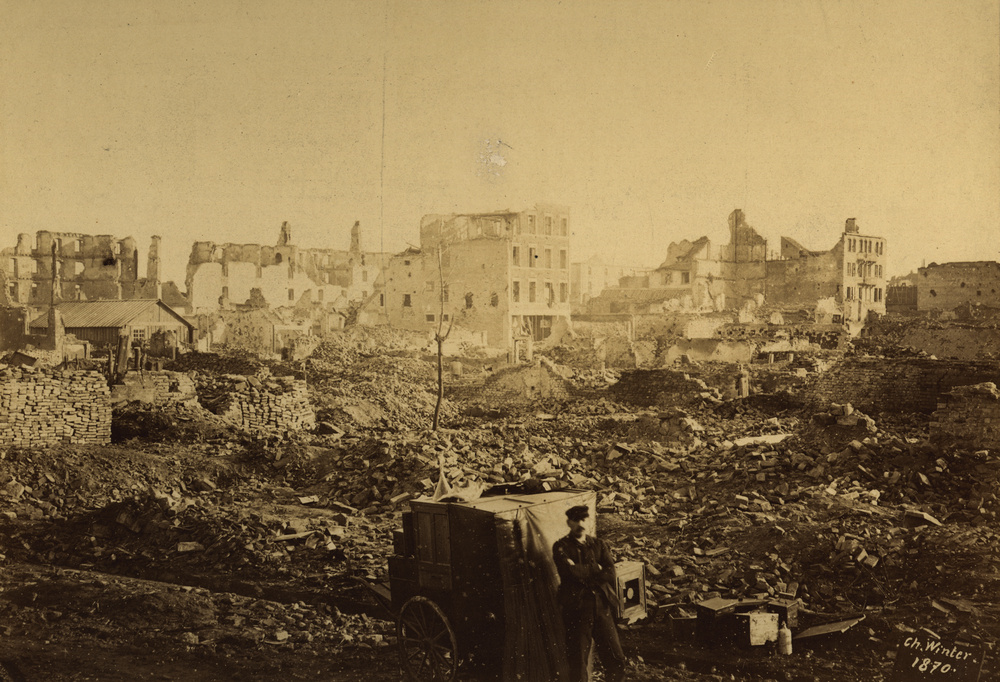
Die Faubourg de Saverne nach den Bombardements von 1870
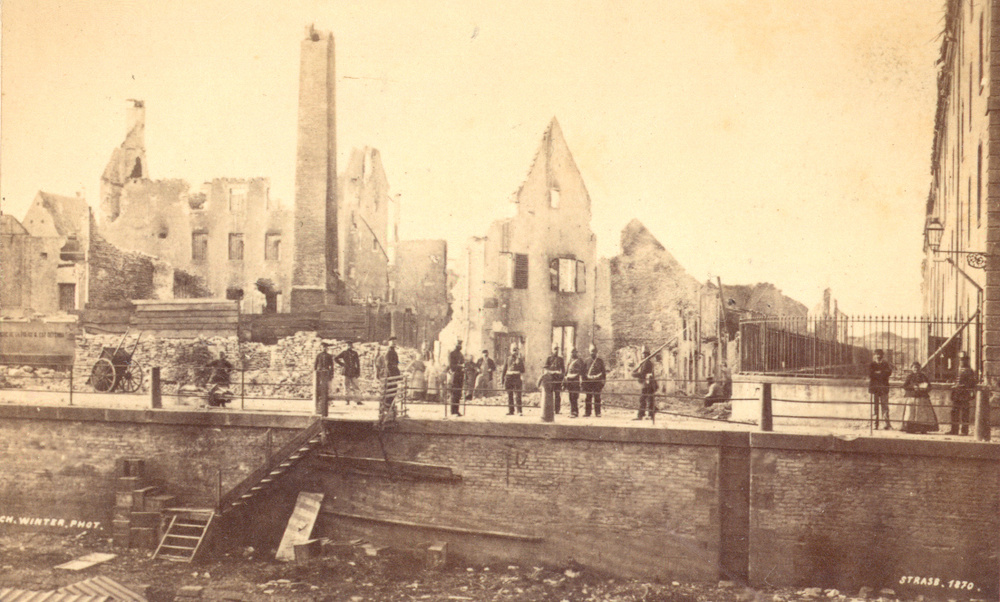
Straßburg nach den Bombardements von 1870
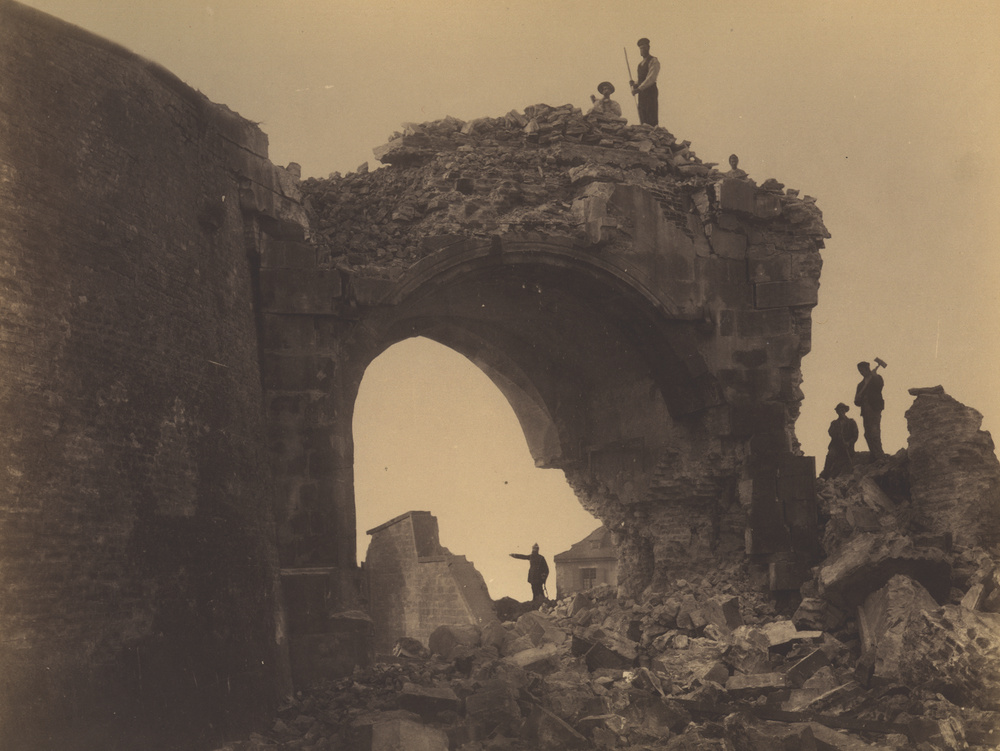
Straßburg, Abriss der Befestigungsanlagen, das weiße Tor
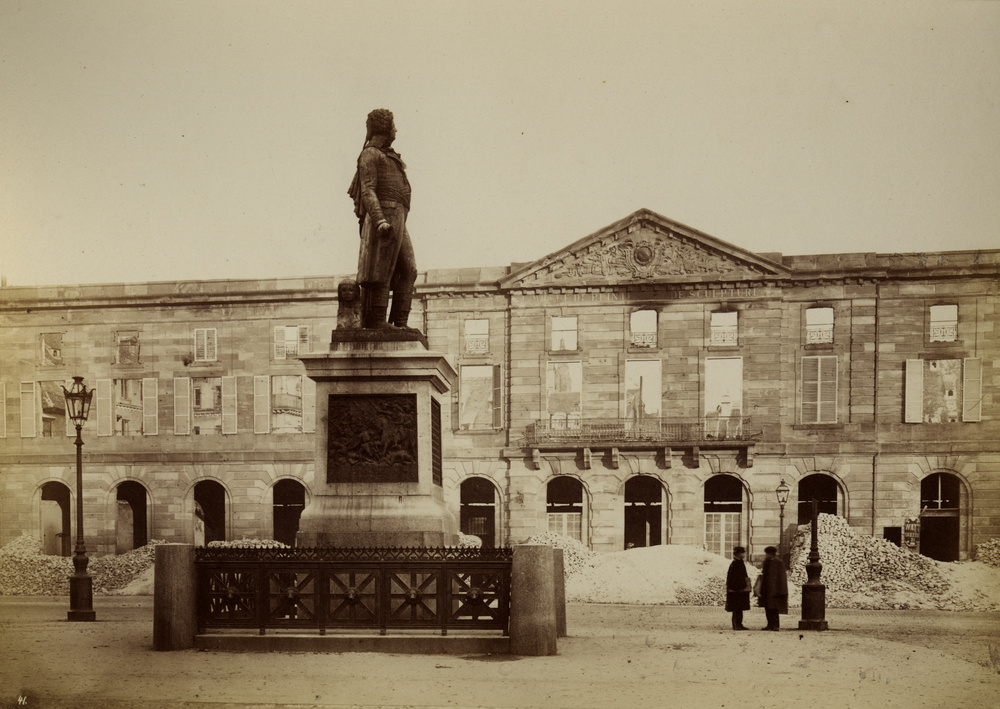
Straßburg, die Place Kléber nach den Bombardements von 1870
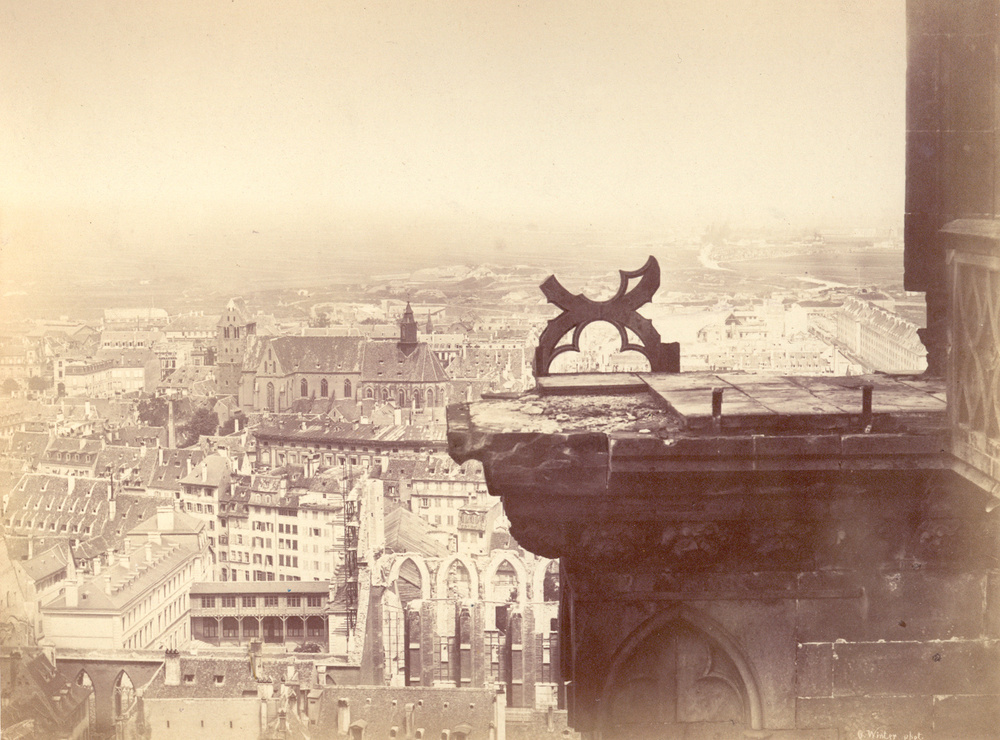
Schäden am Straßburger Münster nach den Bombardements von 1870

## Veröffentlichungen
- Im November 1870 erschien Belagerung von Strassburg 1870. 20 Blätter photographischer Aufnahmen der Breschen, Uebergänge, Thore und anderer militärisch bedeutender Ansichten. Auf Veranlassung des commandirenden Generals des Belagerungs-Corps aufgenommen in den Tagen vom 1. bis 3. October 1870 unter Leitung des Ingenieur-Majors Albrecht durch die photographische Anstalt von Ch. Winter in Strassburg, zu beziehen von C. F. Schmidt’s Buchhandlung (Friedr. Bull) in Strassburg.[23]